# Георг Альбрехт Саксен-Вейсенфельский
Георг Альбрехт (нем. Georg Albrecht von Sachsen-Weißenfels, 19 апреля 1695, Дессау, Ангальт-Дессау — 12 июня 1739, Барби, Саксония-Анхальт) — герцог Саксен-Вейсенфельс-Барбиский с 1728 года.

## Биография
Георг Альбрехт был шестым ребёнком герцога Генриха Саксен-Вейсенфельс-Барбиского (который в реальности правил лишь графством Барби) и Елизаветы Альбертины Ангальт-Дессауской. Однако первые два ребёнка четы умерли во младенчестве, затем родились мёртвые близнецы, а выживший старший брат Фридрих Генрих скончался в 1711 году во время путешествия в Гаагу, что сделало Георга Альбрехта наследником отцовских владений.
В 1728 году скончался герцог Генрих, и Георг Альбрехт продолжил управлять перешедшим к нему наследством в духе покойного отца, развивая экономику и культуру. Так как он скончался в 1739 году, не имея потомков, графство Барби после его смерти было ликвидировано, а его земли вошли в состав курфюршества Саксония.

## Семья и дети
18 февраля 1721 года Георг Альбрехт женился в Форсте на Августе Луизе Вюртемберг-Бернштадтской (ей бабушкой по матери была Юстина София Барби-Мюхлингемская, что дало Георгу Альбрехту кровную связь с княжеством Барби). Брак был несчастливым, и пара развелась в 1732 году, так и не заведя детей.